# Cuscuta gronovii
Cuscuta gronovii là một loài thực vật có hoa trong họ Bìm bìm. Loài này được Willd. ex Schult. mô tả khoa học đầu tiên năm 1820.

## Hình ảnh

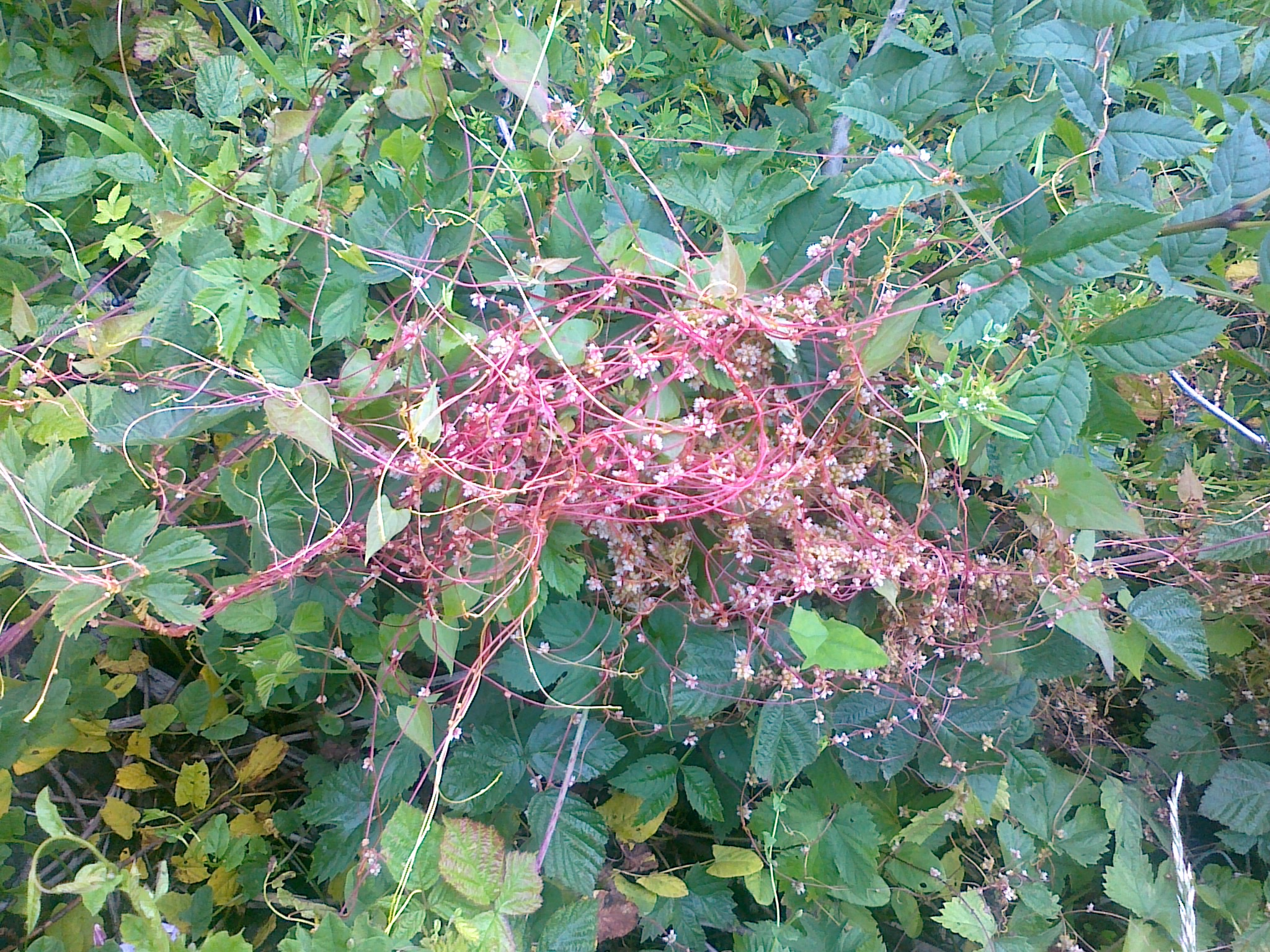
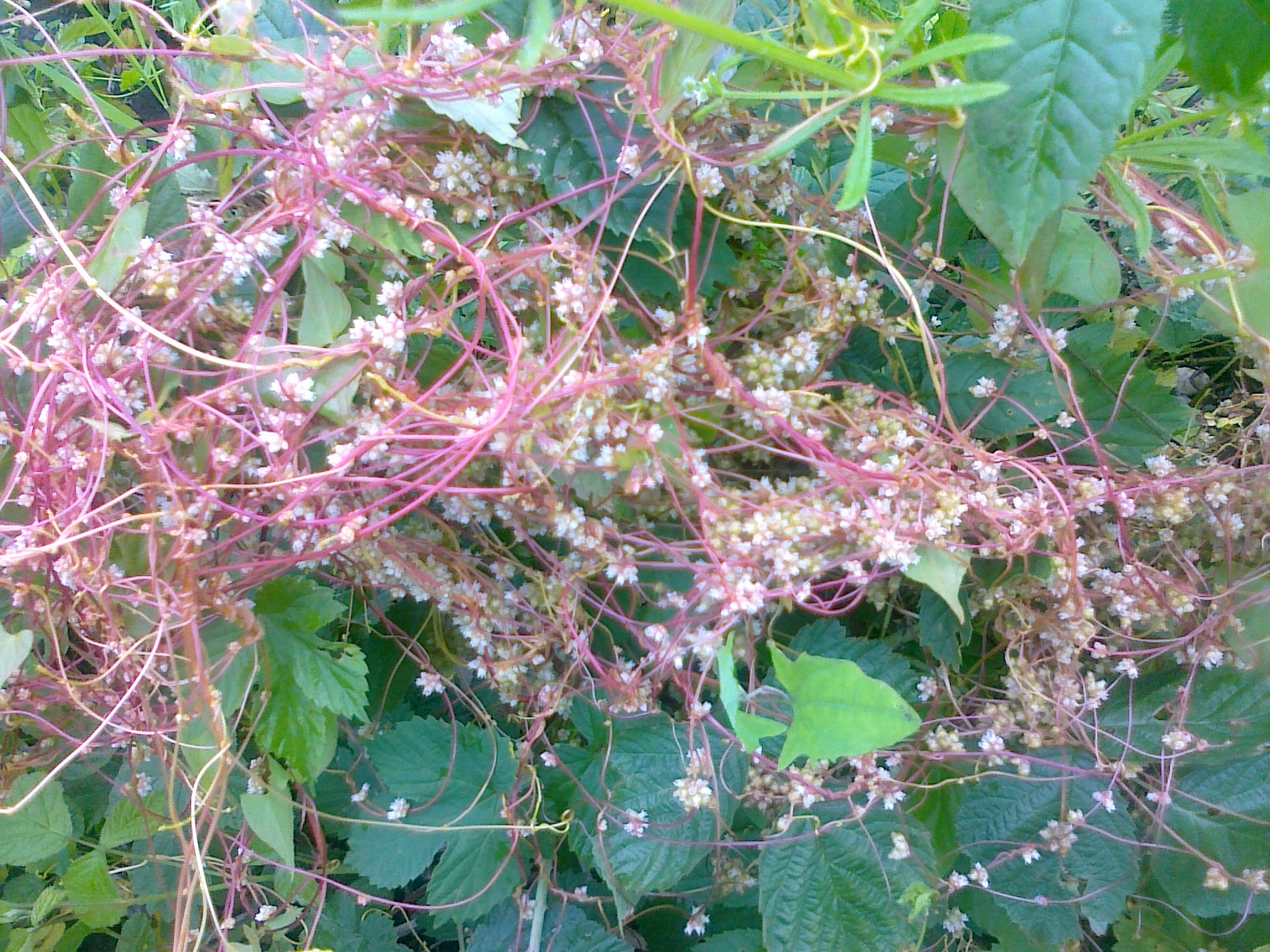
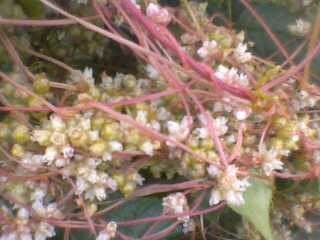
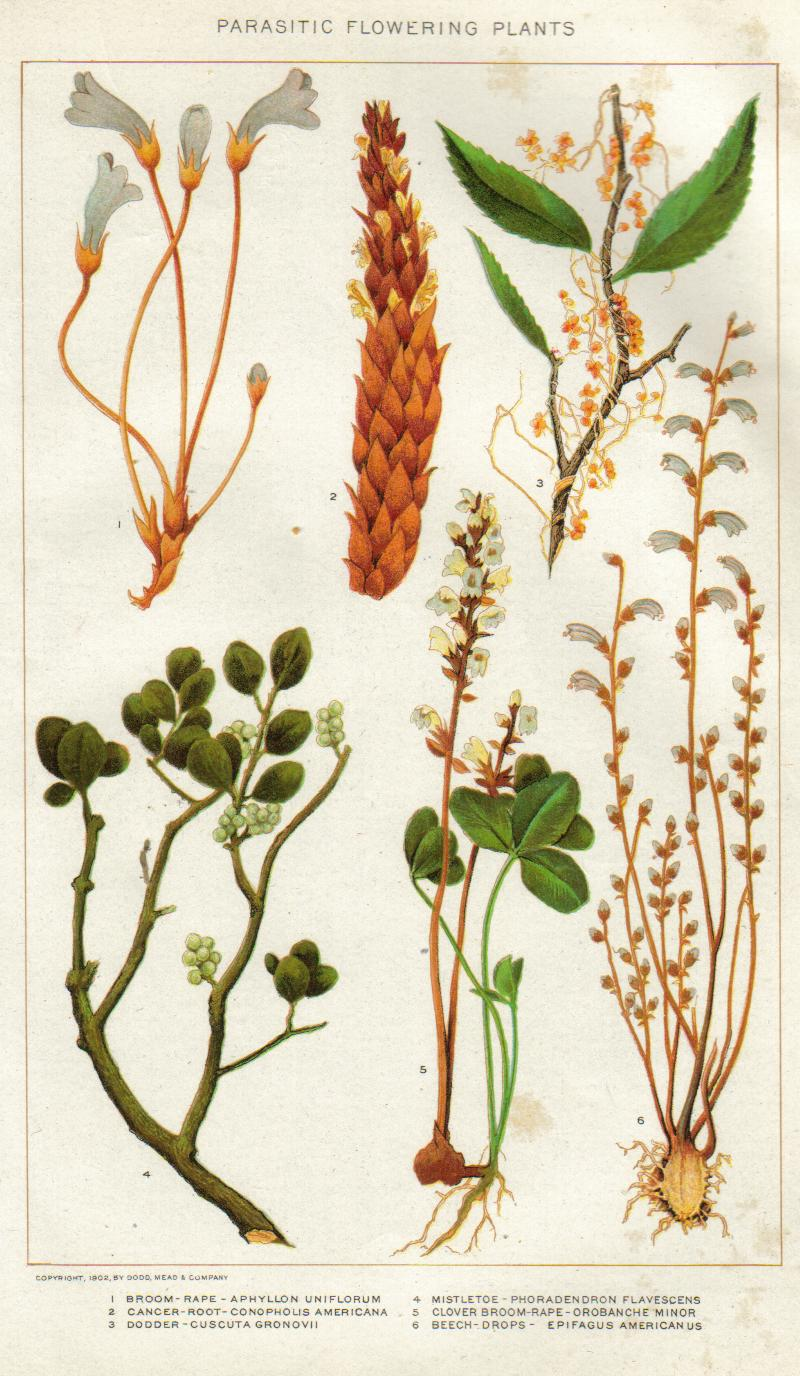